# GGF Verdandi
Gefle Gymnasii-Förbund Verdandi är den äldsta gymnasieföreningen på Vasaskolan, Gävle och en av de äldsta aktiva gymnasieföreningarna i Sverige. Det är ett förbund för manliga elever vid Vasaskolan och tog sitt namn efter den nordiska mytologins Verdandi.

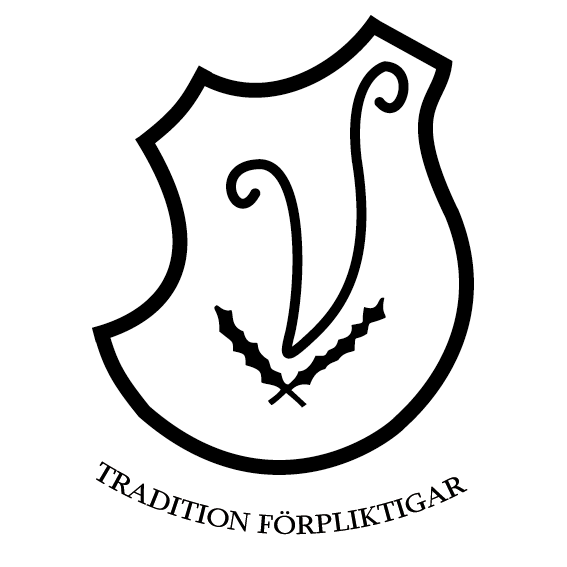
GGF Verdandis Sköld

## Historik
Förbundet bildades år 1862 av Leonard Magnus Wærn. GGF Verdandi har till sin uppgift "att på de områden där skolan lämnar övrigt att önska giva sina ledamöter tillfälle att utbilda sig i det allmänna livet. Detta syfte söker förbundet fylla genom att höja intresset för modersmålet, i tal och skrift, för sång, teater, konst och musik."
Sedan 1880-talet har Verdandi anordnat årliga soaréer, sedan länge på Gefle teater, en soaré som efter 1938 innehåller ett spex vilket därmed gör att GGF Verdandi har Sveriges längsta obrutna spextradition.
Än idag sammanträder Förbundet i Vasaskolans lokaler var 14:de dag för ordinarie möte, som till denna dag innehåller Disputationer och Eloquentia. Deklamationer är också en del av mötena. 
I stadgarna står:
"Som förbunds- och igenkänningstecken, särskilt när han offentligt uppträder, bäre varje ledamot av förbundet en därför stansad silversköld."
Därtill ska en Verdandist ha en mörk kostym och en frack, som användes vid olika tillställningar som förbundet anordnar.
Syskonförening är KGF Runa.
Verdandi ingick i det avsomnade Norrlands gymnasii-förbund.

## Populärkultur
Bandet Doktor Kosmos, där flera av medlemmarna har gått på Vasaskolan, har flera texter som refererar till Verdandi och andra företeelser på skolan. Den tydligaste är låten Ante från albumet Reportage (musikalbum) (2002) som handlar om hur ett Verdandi-möte störs av Ante.